# Bostanbükü, Safranbolu
Bostanbükü là một xã thuộc huyện Safranbolu, tỉnh Karabük, Thổ Nhĩ Kỳ. Dân số thời điểm năm 2010 là 2.078 người.